# Jonny Vang
Pour plus de détails, voir Fiche technique et Distribution.
Jonny Vang est un film norvégien réalisé par Jens Lien, sorti en 2003.

## Synopsis
Jonny Vang vit à la campagne et dirige un business d'élevage de vers de terre. Il veut étendre son activité, mais le directeur de la banque contrecarre ses plans.

## Fiche technique
- Titre : Jonny Vang
- Réalisation : Jens Lien
- Scénario : Ståle Stein Berg
- Musique : Calexico
- Photographie : Erling Thurmann-Andersen et Philip Øgaard
- Montage : Pål Gengenbach
- Production : Dag Alveberg
- Société de production : Maipo Film
- Pays :  Norvège
- Genre : Comédie dramatique
- Durée : 85 minutes
- Dates de sortie : 
  -  Norvège : 14 février 2003

## Distribution
- Aksel Hennie : Jonny Vang
- Laila Goody : Tuva
- Fridtjov Såheim : Magnus
- Marit Andreassen : Brita
- Bjørn Sundquist : Odvar
- Anders Ødegård : Gunnar
- Silje Salomonsen : Helene
- Trond Brænne : le directeur de la banque
- Mads Jørgensen : Frode
- Eivind Sander : Paul
- Jan Hårstad : Amundsen

## Distinctions
Le film a été présenté en sélection officielle lors de la Berlinale 2003 dans la section Panorama.